# NGC 827
NGC 827 je galaksija u zviježđu Kit.

## Vanjske poveznice
- SEDS: NGC 827